# Caseina
La caseina è una famiglia di fosfoproteine che si trova principalmente nel latte fresco e ne costituisce la prima fonte di proteine per abbondanza: circa i tre quarti di tutte le proteine del latte appartengono a questa famiglia.

## Struttura
Le caseine sono proteine coniugate, cioè proteine legate ad altre molecole, in questo caso a fosforo sotto forma di acido fosforico esterificato. Questi gruppi fosforici sono importanti sia per la struttura della proteina, sia per la sua proposta funzione. Infatti questo gruppo, caricato negativamente, è in grado di legare ioni calcio e magnesio, da cui la supposta funzione di questa proteina, cioè quella di carrier, di trasportatore di calcio minerale. Sono anche quasi tutte piuttosto idrofobiche.
La conformazione delle caseine è simile a quella delle proteine denaturate a causa della presenza di un alto numero di residui dell'amminoacido prolina che impedisce alla proteina di ripiegarsi per formare strutture più ordinate; inoltre le caseine non possiedono ponti disolfuro (vedi cisteina) in grado anch'essi di conferire alla proteina una struttura più ordinata.

rappresentazione grafica di una micella sferica

Ad eccezione della K-caseina le caseine sono proteine idrofobiche, per cui in una soluzione acquosa, come per esempio il latte, tendono ad unirsi formando micelle dove vengono intrappolate diverse sostanze, tra cui appunto il calcio minerale, diversi enzimi ed altro ancora. Non è ancora ben chiaro come queste micelle siano strutturate, ma forse sono costituite all'interno dalle varie caseine idrofobiche circondate da uno strato di κ-caseina (idrofila). Al loro interno le micelle si suppone vengano tenute assieme da diversi meccanismi tra cui ponti di calcio, interazioni idrofobiche e legami idrogeno.

## Proprietà
La mancanza di una struttura terziaria della proteina è la responsabile per la sua stabilità termica: non può essere denaturata al di sotto del punto d'ebollizione poiché non c'è una struttura da denaturare. Sempre a causa di ciò molti dei residui idrofobici sono esposti all'esterno della proteina e quindi in grado di associarsi ad altri residui di altre caseine, costituendo dei complessi colloidali piuttosto grandi ed insolubili in acqua. Questi complessi possono però precipitare in ambiente acido (il loro punto isoelettrico è a pH 4,6) e in seguito all'addizione di caglio.

## Classificazione
Ci sono 4 gruppi principali di caseine che possono essere distinte in base alla distribuzione delle cariche e alla sensitività di precipitazione in seguito all'addizione di calcio:
- α(s1)-caseina: costituita da due zone altamente idrofobiche separate da una regione polare (idrofila) contenente 7 degli 8 gruppi fosfati; può precipitare anche con bassi livelli di calcio
- α(s2)-caseina: tutti gli aminoacidi sono concentrati alle estremità della proteina, in grado di precipitare anch'essa con basse quantità di calcio
- β-caseina: possiede l'estremità amino-terminale fortemente polare, mentre il resto è apolare (idrofobico): in questo senso assomiglia ad un detergente. Richiede livelli medi di calcio per precipitare
- κ-caseina: l'unica delle caseine ad essere idrofila (e per questo richiede un'elevata quantità di calcio per precipitare). Stabilizza le altre caseine; una sua idrolisi rimuove questa abilità e porta alla coagulazione (precipitazione) della caseina.
- gamma caseina: prodotta dalla proteolisi post-secretoria a carico della beta-caseina ad opera della plasmina, una proteasi del latte.

## Coagulazione
Per coagulazione si intende la precipitazione delle caseine, la separazione del siero e la formazione della cagliata, la base per produrre qualunque tipo di formaggio. Questo può avvenire grazie all'acidità, alla temperatura, ai sali minerali presenti nel latte e all'aggiunta di caglio. Ci sono 2 modi per far avvenire la coagulazione: via acidificazione e via aggiunta di caglio.
- Acidificazione: a pH normale del latte (6,5-6,7) i gruppi fosfato sono tutti deprotonati, cioè possiedono una carica negativa che impedisce che i vari ammassi si uniscano tra loro diventando ancora più grandi. Abbassando il pH alcuni dei gruppi fosfato vengono protonati finché a un pH di 4,6 si raggiunge il punto isoelettrico della caseina. A questo pH la carica netta diventa zero ed i vari ammassi tendono a raggrupparsi tra loro formando dei legami ionici. Allo stesso modo i minerali intrappolati all'interno di questi ammassi, che ne garantivano una certa stabilità, in seguito all'acidificazione diventano solubili. Come conseguenza si ha la precipitazione di tali ammassi.
- Coagulazione enzimatica: è un processo a tre stadi che inizia con l'aggiunta di caglio al latte. Il caglio, isolato dallo stomaco di ruminanti, contiene vari enzimi, tra cui la chimosina, in grado di idrolizzare (spezzare in due) la κ-caseina, la responsabile della stabilità degli ammassi di caseina. A causa di ciò e di una diminuzione di pH, nel secondo stadio della coagulazione le micelle si aggregano. Questo processo è favorito dagli ioni calcio presenti che fanno da ponti tra questi ammassi legandoli tra loro. Questa aggregazione viene anche favorita dai legami idrofobici che si vengono a instaurare tra le micelle. La temperatura è un parametro importante durante tutto il processo. Aumentandola a circa 40 °C le reazioni avvengono più velocemente. Nel terzo stadio si ha un riarrangiamento di questi ammassi ed inizia la cagliatura. A differenza della coagulazione per acidificazione, in questo caso il coagulo conserva tutti i sali di calcio.

Aggregazione della caseina avviene anche portando la temperatura oltre il livello di ebollizione del latte a causa della modifica delle proprietà del latte (tra cui la formazione di acidi e il rilascio di anidride carbonica).

## Supplemento proteico
La caseina viene largamente utilizzata in ambito di integrazione proteica per consentire un aumento della massa muscolare da parte degli atleti. Come le proteine del siero di latte (whey), la caseina è ottenuta dal latte vaccino. A differenza delle whey, i cui amminoacidi nel flusso sanguigno vengono immessi molto rapidamente, la caseina causa l'effetto opposto. Fondamentalmente la caseina è per definizione la proteina ad assorbimento lento sul mercato. Una proprietà interessante legata alle sue capacità di formare un gel o coagulo nello stomaco, che lo rende molto efficiente in termini di apporto di sostanze nutritive. Il coagulo è in grado di fornire un rilascio lento e sostenuto di amminoacidi nel flusso sanguigno, che può durare per diverse ore. Questa caratteristica è ritenuta molto importante per mantenere uno stato anabolico e anti-catabolico sul tessuto muscolare per tempi relativamente lunghi, laddove le proteine del siero favoriscono una maggiore sintesi proteica, ma non sono in grado di limitare il catabolismo proteico. In questo modo favorisce una maggiore ritenzione di azoto e di utilizzo da parte del corpo. Grazie alle sue proprietà di lento assorbimento, la caseina è ampiamente utilizzata tra i pasti e prima di coricarsi da parte dei bodybuilder per mantenere lo stato anabolico sul tessuto muscolare. Recenti evidenze scientifiche infatti riconoscono l'utilità del pasto proteico a base di caseina poco prima di coricarsi per stimolare la sintesi proteica muscolare e migliorare il bilancio proteico durante il periodo di recupero notturno post-allenamento. Altri studi recenti riconoscono che un pasto assunto poco prima di coricarsi, soprattutto se a base di proteine, provoca effetti favorevoli sul metabolismo e sul dispendio energetico a riposo la mattina successiva. Come le whey e altre fonti proteiche animali, la caseina contiene tutti gli amminoacidi essenziali nella giusta proporzione risultando in un ottimo profilo amminoacidico, favorevole e adatto alla crescita muscolare. È stato riscontrato che il rilascio di amminoacidi da parte della caseina possa durare fino a sette ore.

### Benefici per la crescita muscolare
Alcune proprietà generali delle proteine alimentari:
- forniscono i substrati necessari per la sintesi proteica;
- favoriscono il recupero muscolare a seguito dell'attività fisica;
- fungono da substrato per la gluconeogenesi (produzione di energia a partire da precursori non glucidici, come gli amminoacidi; un processo importante nel digiuno prolungato e nell'attività fisica di durata);
- stimolano la sintesi proteica e favoriscono la crescita muscolare;
- favoriscono il manifestarsi di un profilo ormonale adatto alla crescita muscolare e dimagrimento (GH/IGF-1, testosterone, insulina, glucagone, catecolammine, tiroidei);

Le caseine in aggiunta presentano alcune caratteristiche peculiari:
- presentano un elevato valore biologico (VB);
- determinano un lento rilascio amminoacidico che può superare le 7 ore[1];
- hanno dunque un bassissimo indice insulinico (II);
- non esibiscono particolari proprietà sullo stimolo dell'insulina, al contrario delle whey[5];
- diversamente dalle whey, inducono un forte stimolo della secrezione endogena del IGF-1, ormone dalle note proprietà anaboliche sul tessuto muscolare[5];
- contengono quantità maggiori di glutammina, arginina e fenilalanina rispetto alle whey;
- includono anche una lunga lista di enzimi, ormoni proteici e fattori di crescita;
- sono le più adatte a contrastare il catabolismo proteico (proteolisi) al contrario delle whey, o altre proteine a rapida assimilazione[1][6];
- determinano uno stimolo anabolico generalmente inferiore se comparato alle whey protein[1];

### Principali tipologie
La caseina è estratta dal latte mediante ultrafiltrazione, senza l'utilizzo di sostanze chimiche. Questo processo incrementa la quantità di peptidi del latte bioattivi che supportano la funzione immunitaria e favoriscono la crescita muscolare. Esistono essenzialmente quattro tipologie di caseina:
- Caseina micellare (MC): è la caseina nativa nella sua forma naturale.
- Caseinato di calcio (CC): ottenuta dall'aggiunta di calcio alla caseina, è la più solubile ed economica.
- Caseina idrolizzata (HC): caseina sottoposta al processo di idrolisi, che rende la proteina a rapida assimilazione.
- Isolato delle proteine del latte: un composto che rispetta la proporzione proteica presente nel latte vaccino, con l'80% di caseina e il 20% di siero del latte.

#### Caseina micellare (MC)
La caseina micellare (MC, Micellar casein) è la forma naturale nativa della caseina. Viene prodotta separando le proteine della caseina contenute nel latte da lattosio, lipidi e proteine del siero mediante processi di filtraggio, ovvero ultrafiltrazione e microfiltrazione. Il procedimento di ultrafiltrazione si avvale delle pressione per separare le proteine dagli altri componenti del latte attraverso una membrana porosa. La microfiltrazione è un procedimento di filtraggio a basse temperature mediante filtri in ceramica; elimina grassi che l'ultrafiltrazione non riesce a separare e non denatura le proteine della caseina. Dopo questo processo di reidratazione consente di riformare le micelle. Il prodotto risulta meno solubile nei liquidi ed è il tipo di proteine della caseina a digestione più lenta. La caseina micellare mantiene intatto l'intero spettro delle funzioni biologiche delle proteine del latte grazie ai trattamenti di filtrazione, al contrario di altri tipi di caseina, come il caseinato.

#### Caseinato di calcio (CC)
Chiamato anche calcio caseinato (CC, Calcium caseinate), o semplicemente caseinato, e spesso confuso con la caseina micellare, viene ottenuto aggiungendo calcio alle proteine della caseina. Contiene mediamente oltre il 90% di proteine ed è la forma di caseina maggiormente solubile. Si scioglie molto più facilmente nei liquidi, senza formare grumi. La maggior solubilità implica minore aggregazione nello stomaco e digestione più rapida rispetto alla caseina micellare, e si rivela meno biodisponibile di quest'ultima. Ha un più alto contenuto di arginina e triptofano.
Il caseinato, che è ottenuto modificando il pH della caseina acida verso un livello più neutrale usando una sostanza alcalina. Quando si utilizza un acido o il calore per separare la caseina dal latte, la struttura della micella viene modificata rendendola meno attiva a livello biologico e meno digeribile. Il caseinato viene prodotto in genere facendo prima precipitare la caseina tramite l'utilizzo di un acido o del calore. La caseina, che non è solubile in acqua, viene resa maggiormente solubile attraverso una reazione con una base inorganica forte come l'idrossido di calcio. Il caseinato possiede certamente un contenuto di amminoacidi simile a quello della caseina, ma le sue micelle sono danneggiate; non solo vengono alterate la digeribilità e la produzione di frazioni digestive biologicamente attive, ma il composto viene anche privato dei minerali chelati in esso contenuti naturalmente.
Alcune forme di caseinato sono dotate di maggiore viscosità rallentando la digestione, ma il loro contenuto peptidico biologicamente attivo potrebbe essere comunque compromesso.

#### Caseina idrolizzata (HC)
La caseina idrolizzata (HC, Hydrolized Casein) è derivata dall'idrolisi, un processo artificiale di digestione enzimatica che prevede la scissione dei legami delle proteine rendendole molecole di dimensioni più piccole, dette peptidi (in particolare oligopeptidi), che vengono digerite ed assorbite più velocemente. Questo processo rende la caseina simile alla proteina del siero idrolizzata (WPH), differendo da quest'ultima essenzialmente nel profilo amminoacidico. La forma idrolizzata di caseina prende il nome commerciale di PeptoPro, un marchio registrato che ne detiene il brevetto.
Anche l'ingestione dell'idrolizzato di caseina, così come l'idrolizzato del siero, si traduce in una digestione e assimilazione intestinale molto più rapida, aumentando la disponibilità di amminoacidi e la sintesi proteica.. Tuttavia alcuni studi hanno rilevato che l'assimilazione più rapida della caseina idrolizzata non risulti necessariamente superiore per l'anabolismo muscolare. Da questa ricerca è risultato che la caseina idrolizzata viene digerita meno, viene ossidata per produrre energia in misura maggiore, e viene utilizzata dall'intestino in misura maggiore rispetto alla caseina intatta. Il risultato finale, secondo questi studi, è che la caseina idrolizzata fornisce meno amminoacidi al muscolo scheletrico dopo l'ingestione rispetto alla caseina intatta.

#### Proteine del latte
Le proteine del latte, talvolta nominate isolato delle proteine del latte, proteine totali del latte, o proteine complete del latte, sono composte per l'80% da caseina e per il 20% da proteine del siero. Il vantaggio delle proteine del latte è quello di unire le proprietà della caseina a quelle della proteina del siero. Grazie a questa peculiarità, si ottiene da una parte il veloce afflusso di amminoacidi nel sangue con un marcato effetto anabolico e insulinotropico, dall'altra avviene un rilascio lento e sostenuto di amminoacidi derivanti dalla caseina, importanti per contrastare il catabolismo proteico e favorire una presenza di amminoacidi nel sangue prolungata.
Da quanto emerge dalla ricerca scientifica, molti studi confermano che l'assunzione di whey o di caseina nel post-allenamento, determinino simili livelli di sintesi proteica del muscolo scheletrico, nonostante le differenze temporali nell'assimilazione e concentrazione di amminoacidi nel sangue.
Un dato interessante che mette in risalto le proprietà delle proteine complete del latte proviene ancora dalla ricerca scientifica: Kersick et al. (2006) esaminarono gli effetti della supplementazione di proteine del siero sulla composizione corporea, forza muscolare, resistenza muscolare e la capacità anaerobica nel corso di 10 settimane di allenamento di resistenza su 36 uomini allenati. Questi vennero suddivisi in tre gruppi ai quali vennero somministrati, prima della sessione di allenamento, rispettivamente, un placebo a base di carboidrati, whey+caseina, whey+BCAA+glutammina. Il maggior aumento della massa magra era stato ottenuto dal gruppo che assumeva whey+caseina.
Lacroix et al. (2006), comparando le whey, caseina micellare, e proteine del latte complete, conclusero che, nonostante l'indice PDCAAS elevato, le whey garantiscono un tasso di disponibilità di amminoacidi troppo rapido per sostenere la richiesta anabolica durante il periodo post-prandiale. Le proteine complete del latte presentavano le migliori qualità nutrizionali, il che suggerisce l'effetto vantaggioso del connubio tra whey e caseine.
Sembra che il connubio di caseine e proteine del siero, presente anche nelle proteine totali del latte, favorisca migliori effetti sull'anabolismo e sulla contemporanea inibizione del catabolismo proteico, laddove le sole whey non si rivelano utili a inibire il catabolismo, mentre le caseine indurrebbero un'inferiore sintesi proteica.

### Studi clinici
A causa delle differenze nei tempi di assimilazione tra le componenti delle proteine del latte rappresentate dal siero del latte e dalla caseina, alcuni studi hanno concluso che le proteine del siero fossero meglio adatte ad essere assunte nel post-allenamento, quando è richiesto un maggiore e più rapido incremento del livelli di amminoacidi nel sangue. Tuttavia, alcune ricerche hanno mostrato che l'assunzione di caseina o whey a seguito dell'esercizio favorivano allo stesso modo la sintesi proteica muscolare, nonostante le differenze temporali nei livelli di insulina e nelle concentrazioni di aminoacidi.
Lacroix et al. (2006), comparando le whey, caseina micellare, e proteine del latte complete, concludono che, nonostante l'indice PDCAAS elevato, le whey garantiscono un tasso di disponibilità di amminoacidi troppo rapido per sostenere la richiesta anabolica durante il periodo post-prandiale. Le proteine complete del latte presentavano le migliori qualità nutrizionali, che suggerisce l'effetto vantaggioso del connubio tra whey e caseine.
Nello stesso anno Cribb e colleghi compararono i diversi effetti delle whey isolate idrolizzate (WPH) con la caseina sullo sviluppo della forza e composizione corporea ottenuti tramite un allenamento di resistenza di 10 settimane su 13 bodybuilder amatori. Il gruppo che assumeva proteine isolate idrolizzate del siero mostrò un aumento significativo della massa magra, una maggiore diminuzione della massa grassa, e un maggior aumento della forza, rispetto al gruppo che assumeva caseina.
Nel 2007 Miura conclude che una dieta a base di caseina sui ratti porta ad una maggiore concentrazione plasmatica di IGF-1 rispetto ad una dieta a base di proteine della soia o priva di proteine.
Tang et al. (2009), analizzarono gli effetti sulla sintesi proteica muscolare delle whey idrolizzate, proteine della soia, e caseina micellare. La sintesi proteica nella gamba, da non allenata, era più alta dopo l'ingestione di proteine veloci (WPH e soia), e più bassa dopo l'assunzione di quelle lente (caseina micellare). La proteosintesi indotta dalle WPH era più alta di circa il 93% rispetto alla caseina, e del 18% rispetto alla soia. Dopo l'allenamento, la sintesi proteica era maggiore di circa il 122% rispetto alla caseina, e del 31% rispetto alla soia. Conclusero che lo stimolo della sintesi proteica indotta dal cibo nei giovani adulti è maggiore a seguito dell'ingestione di proteine del siero idrolizzato o della soia rispetto alla caseina, sia in stato di riposo che dopo l'esercizio di resistenza; inoltre, nonostante WPH e soia risultino entrambe rapide, le WPH stimolano la sintesi proteica più delle proteine della soia dopo un allenamento di resistenza.
Hoppe et al. (2009) vollero capire quale componente del latte stimolasse la crescita. Vennero esaminati gli effetti delle due principali componenti proteiche (whey e caseine), e minerali (calcio e fosforo) del latte su 57 ragazzi di otto anni. Risultò che non vi erano interazioni tra le componenti proteiche e minerali. Nel gruppo che assumeva caseina, avveniva un incremento del 15% di IGF-1, mentre non avveniva nessun cambiamento nella secrezioni insulina. Nel gruppo che assumeva proteine del siero, l'insulina aumentava del 21%, senza alcun influsso sul IGF-1. Non avveniva nessun effetto indipendente di un alto introito di minerali del latte su insulina e IGF-1. Si concluse che le principali frazioni proteiche del latte (whey e caseine) mostrano importanti, ma diversi effetti che promuovono la crescita, aumentando i livelli a digiuno di insulina (per il siero di latte) e IGF-1 (per la caseina).

### Proteine "veloci e lente"
Le caseine sono note per le loro proprietà sul lento assorbimento. L'espressione slow proteins venne applicata alle caseine a partire dalla fine degli anni novanta, quando, uno studio in particolare (Boirie et al. 1997), volle esaminare le differenze tra la proteina del siero del latte e della caseina. La ricerca mostra che a seguito del consumo di caseina, si raggiunge il picco di amminoacidi nel sangue e della sintesi proteica tra le 3 e le 4 ore. Il rilascio totale di amminoacidi nel circolo ematico, tuttavia, può durare fino a 7 ore dopo la sua ingestione.
Nel 1997 il francese Yves Boirie e la sua squadra, tramite il famoso studio Slow and fast dietary proteins differently modulate postprandial protein accretion, stabilirono per la prima volta il nominativo di proteine a "lenta e rapida assimilazione", comparando la proteina del siero del latte alla caseina. Questa ricerca mostrò che, se comparato alla caseina micellare, il siero causava un incremento più breve ma più elevato di amminoacidi nel sangue, e favoriva un incremento della proteosintesi (sintesi proteica) del 68%, rispetto al 31% della caseina. Per contro, il catabolismo proteico era ridotto del 34% dopo l'ingestione di caseine, ma non dopo l'ingestione di whey. Dopo 7 ore, il livello di ossidazione di leucina era più basso dopo l'ingestione di caseina, nonostante lo stesso introito dell'amminoacido. Si concluse che la velocità di digestione delle proteine e l'assorbimento degli aminoacidi da parte dell'intestino ha un effetto importante sul complesso anabolismo proteico dopo un pasto. In analogia con il metabolismo dei carboidrati, le proteine ad assorbimento lento e veloce modulano la risposta metabolica postprandiale.. Questo loro effetto sull'insulina poteva essere contemplato da un parametro che all'epoca stava iniziando ad essere diffuso tra alcuni ricercatori, ovvero l'indice insulinico, un metodo che, in analogia con l'indice glicemico, misurava la velocità di innalzamento dell'insulinemia piuttosto che della glicemia. Le whey mostravano dunque una grande capacità di elevare i livelli di insulina, presentando un alto indice insulinico, ben superiore alla caseina.
In sintesi lo studioso Yves Boirie, concludeva che:
- le proteine del siero del latte non hanno proprietà anticataboliche;
- la caseina ha proprietà di inibizione del catabolismo proteico;
- il siero stimola maggiormente la sintesi proteica rispetto alla caseina;
- le whey inducono una maggiore e più rapida concentrazione di aminoacidi nel sangue al contrario della caseina (alto indice insulinico);
- la combinazione di whey+caseina può apportare il massimo dei benefici in quanto a anabolismo e contemporanea inibizione del catabolismo muscolare;

## Allergie
La caseina rappresenta la principale causa di allergia alimentare al latte. Questa forma di allergia è più frequente nei primi anni di vita e tende poi a scomparire con l'età anche se può talvolta portare anche a gravi forme di shock anafilattico ed è una forma di allergia difficile da controllare, poiché il latte, o la caseina stessa, è presente in moltissimi alimenti. Lo zucchero lattosio può anch'esso provocare disturbi, come la intolleranza al lattosio, una intolleranza alimentare presente principalmente nell'età adulta.

## Altri usi della caseina
Oltre ad essere consumata nel latte e nei prodotti derivati, la caseina è utilizzata come ingrediente in alcuni prodotti alimentari, e deve essere segnalata sull'etichetta per permettere agli individui allergici al latte di evitarla. Inoltre può essere utilizzata come ausiliario nella fabbricazione del vino.
La caseina viene inoltre impiegata nella preparazione di adesivi, guaine protettive, tessuti e in molti altri prodotti. Viene usata anche come legante nella pittura a tempera e a questo scopo è stata intensivamente usata dai pittori del '400. Nella prassi del restauro tradizionale la caseina veniva usata per dipinti murali, legno, pietra e cartae trovò largo uso a cavallo tra il Settecento e l'Ottocento nella fase d'incollaggio della pellicola pittorica su un nuovo supporto a seguito del trasporto del colore da un supporto degradato a uno nuovo, preferendola alla colla a caldo che per molti addetti ai lavori dell'epoca rendeva irreversibile l'operazione e alterare i colori. Un altro uso della caseina, condensata con la formaldeide, è quello di formare una sostanza solida, galalite, che può essere lavorata e utilizzata nella produzione di bottoni, pettini e perfino le coperture dei tasti bianchi nel pianoforte. Dal 1937 la caseina è utilizzata per la produzione di una fibra tessile che nell'Italia autarchica assunse il nome di lanital (utilizzato come surrogato della lana da parte della società Snia Viscosa); attualmente la "fibra di latte" è utilizzata nella la produzione di un filato particolarmente morbido, traspirante, assorbente e adatto ai bambini e ai capi di biancheria intima, usato sia per la produzione di capi finiti che nell'aguglieria.